# Єрошкино (Можгинський район)
Єро́шкино (рос. Ерошкино) — присілок в Можгинському районі Удмуртії, Росія.
Урбаноніми:
- вулиці — Садова

## Населення
Населення — 71 особа (2010; 79 в 2002).
Національний склад станом на 2002 рік:
- удмурти — 92 %